# Ільковичі
Ілько́вичі — село в Україні, у Шептицькому районі Львівської області. Населення становить 623 особи.

## Назва
Назва села походить від антропоніма Ілля, а вірніше від його варіанта Ілько. Суфікс -ович(і) надає топоніму відтінок патронімічності і вказує на належність до родича-патрона. Спочатку назва Ільковичі позначала людей, які проживали на спільній території, нащадків Ілька, а пізніше поширилася і на саме поселення.

## Релігія

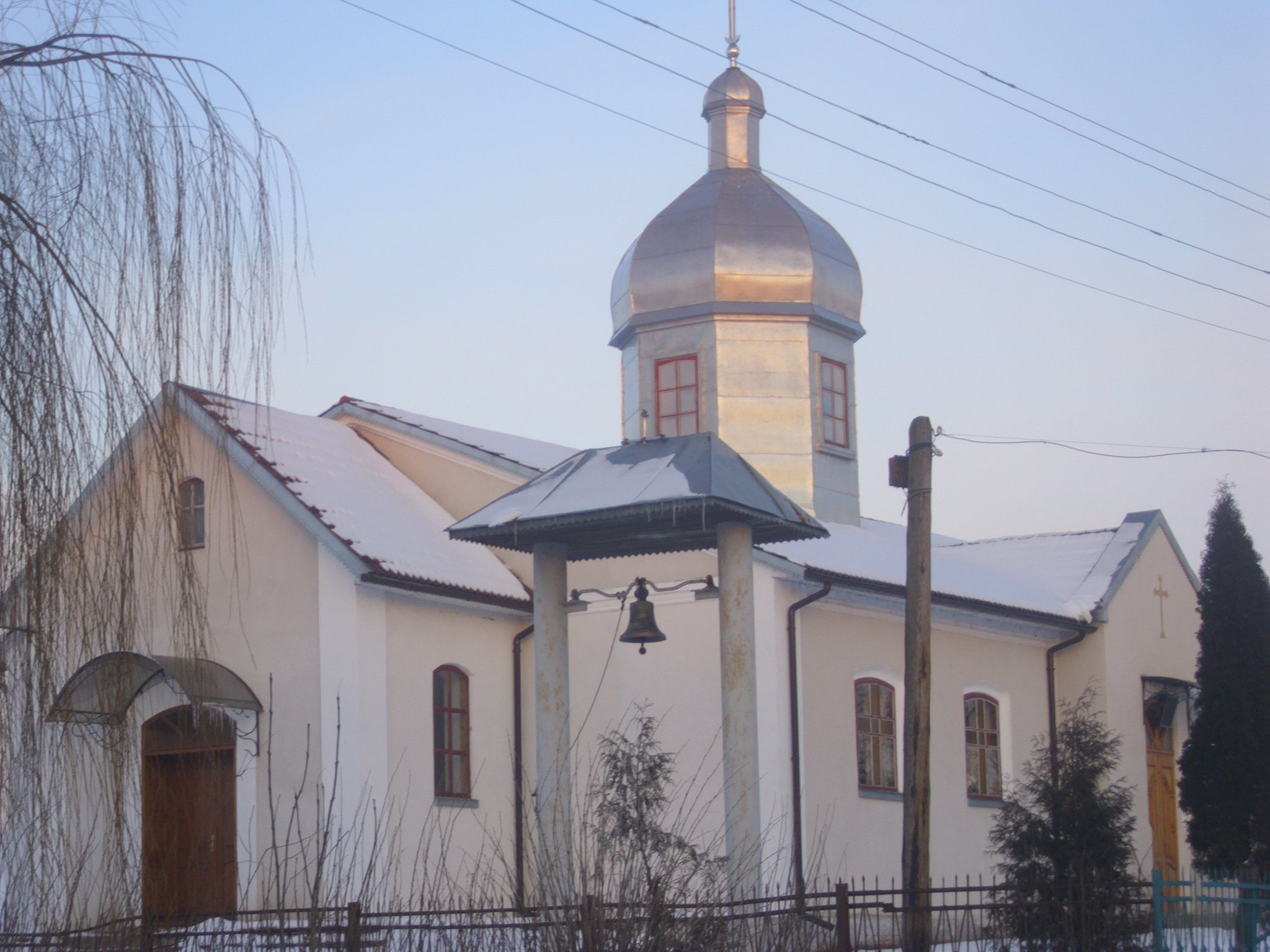

Центром духовного життя села є церква святого Іллі.
На території села Ільковичі знаходилося старовинне приміщення, збудоване силами громади за часів Австро-Угорщини. У ньому була початкова школа. У 1965 р. було збудовано нове приміщення школи, тому будівля перейшла в оренду Сокальського споживчого товариства. У ньому розмістили кафе «Каштан», яке в роки незалежності закрили. Будинок стояв пусткою. Тому у 1996 р. за ініціативою Ярослава Кащука було проведено збори, на яких вирішено у будівлі зробити каплицю. Адже до цього жителі Ількович належали до громади церкви Вознесіння Господнього у с. Скоморохи.
29 грудня 1996 р. в с. Ільковичі освячено каплицю Вознесіння Господнього. Священиком став Ярослав Кащук. 23 березня 1997 р. у церкві відбулося перше хрещення. У травні 2004 року розпочалася реконструкція каплички. На зборах села вирішили розвернути іконостас на схід, як і у всіх церквах. Для цього потрібно було забрати всі перегородки і стелю в приміщенні. 2 серпня 2004 року каплицю було освячено і дано ім'я пророка Іллі, який є покровителем села.

## Освіта

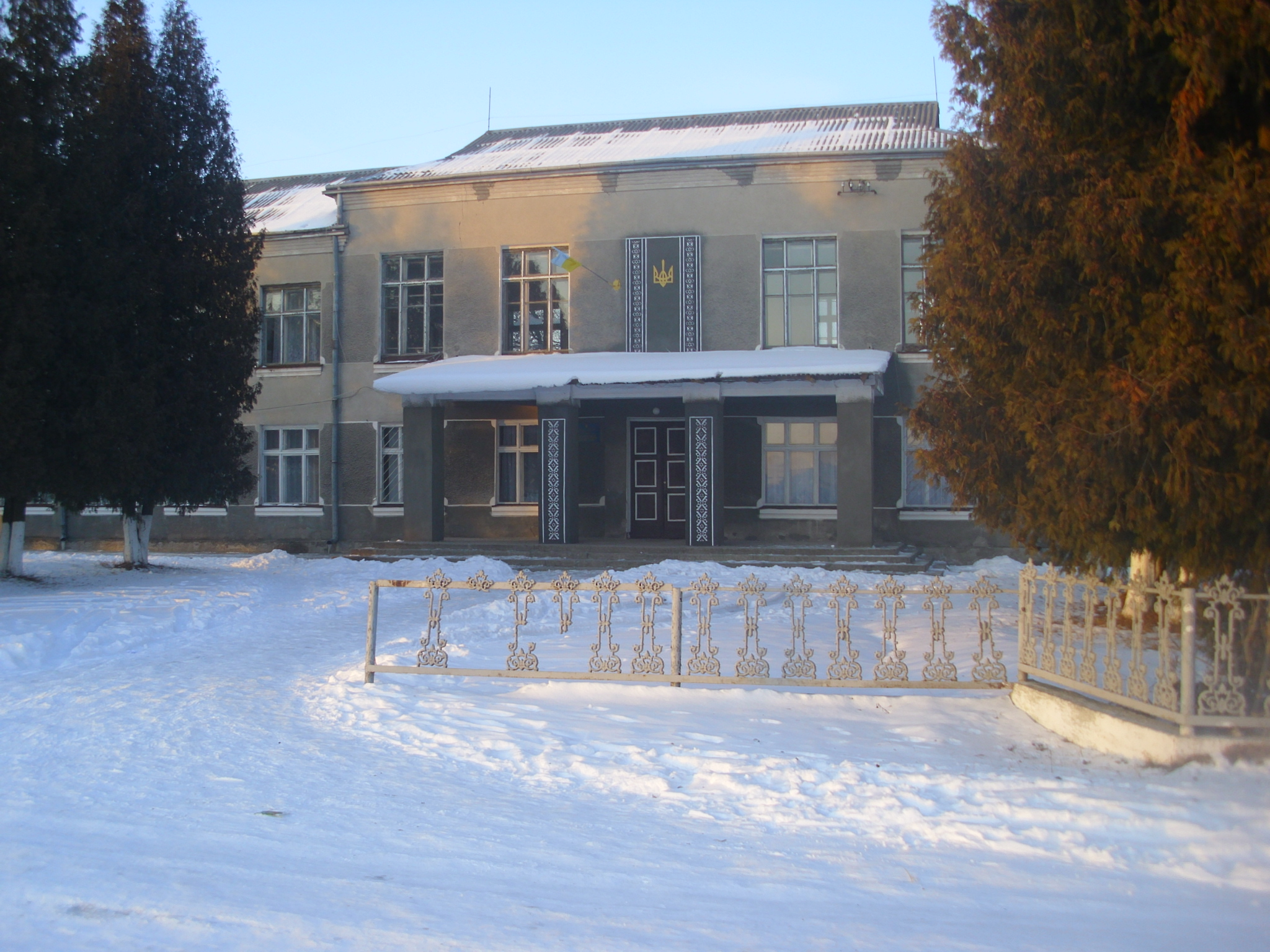

До 1965 р. у селі була лише початкова школа. Після того як її перепрофілювали у дитячий садок, 1965 р. за кошти тодішнього колгоспу імені Калініна було побудовано середню школу. Ініціатором будівництва був голова колгоспу Оліщук Петро Григорович. Спеціально для цієї події було зроблено новий відрізок дороги, який сполучав Свитазів та Ільковичі. При школі було побудовано майстерню і тир. 18 лютого 1965 року відбулося урочисте відкриття школи. З того часу Ільковицька школа носила ім'я Героя Радянського Союзу Олексія Лопатина. Першим директором став Гурський Максим Опанасович.
При школі діяла вечірня заочна школа (Сокальська заочна школа — Ільковицький консультпункт), керівником якої був Петрига Михайло Йосипович, де здобували повну середню освіту люди старшого віку. За час роботи цієї школи понад 250 учнів отримали свідоцтва про освіту.
Першими педагогами Ільковицької школи були Микитюк Степан Федорович, Костенецький Василь Максимович, Гарвона Ольга Яронівна, Гурська Ольга Іванівна, Петрига Михайло Йосипович, Костюк Неля Артемівна та Чорна Олена Омелянівна.
З 1965 року у школі було понад 300 учнів. Діти доїжджали колгоспним автобусом до школи з Суховолі, Равщини, Свитазева, Ількович, а оскільки середньої школи поблизу не було, то в 10-11 класах також навчалися учні з Стенятина, Перетік, Ромоша, Роятина та Скоморох.
У 1985 році біля школи було побудовано дошкільну дитячу установу, яка займається навчанням та вихованням дітей дошкільного віку.
2006 рік — реорганізація школи. Цього року було утворено Ільковицький навчально-виховний комплекс «Загальноосвітня школа І-ІІІ ступенів — дитячий садок».
На даний час у Ільковицькому НВК налічується 150 учнів з 1-11 класів та 51 дошкільнят. Освітою учнів займаються 33 педагоги. Директором школи є Костюк Андрій Ярославович.

## Культура

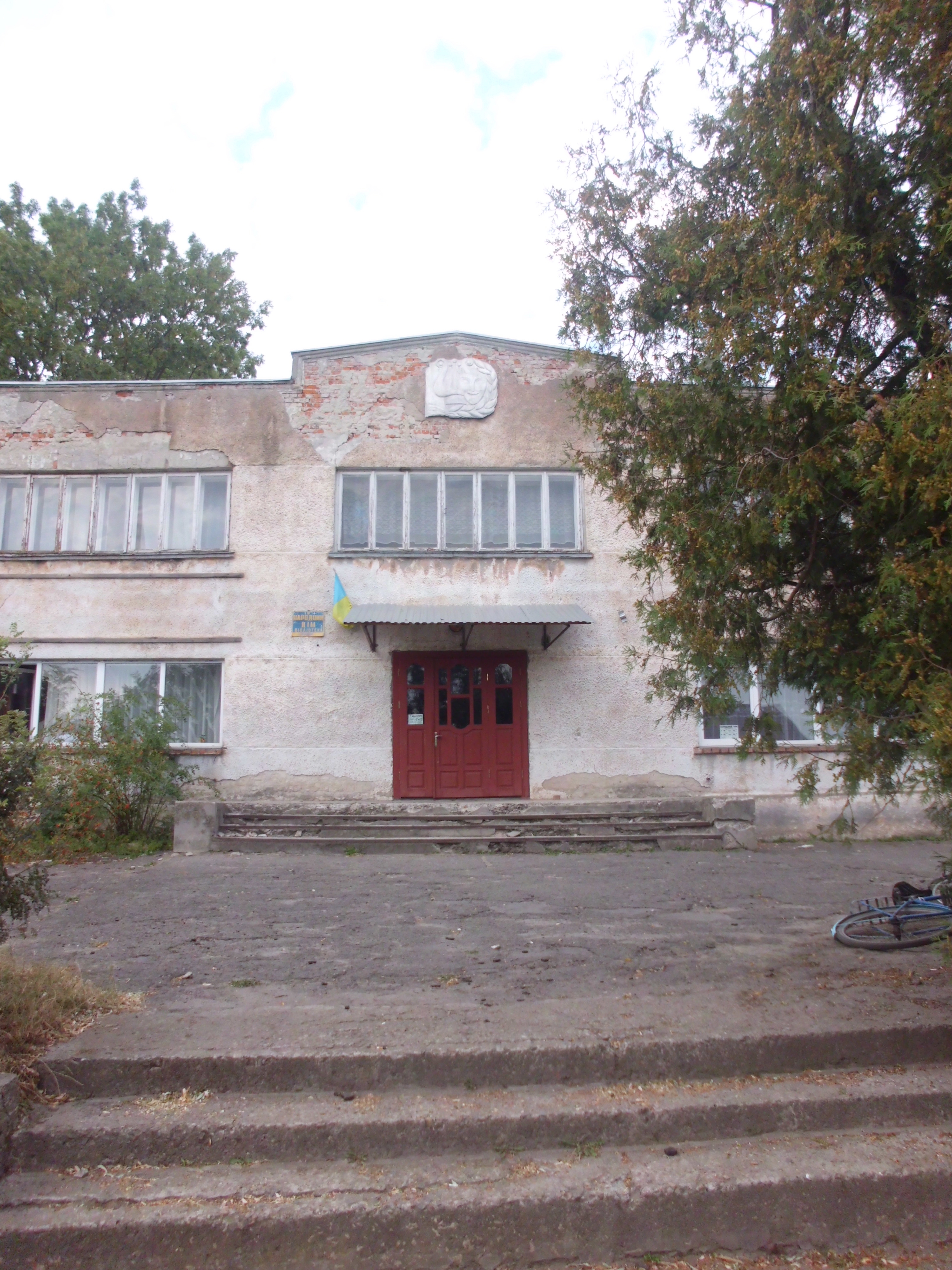

Неподалік від церкви святого Іллі розташований Народний дім села Ільковичі. Першим директором Народного дому у 1973 році став Батюк Петро Маркович. На даний момент директором є Харькова Олександра Євгенівна, жителька села Свитазів. У  приміщенні Народного дому працює бібліотека, а також функціонує 5 гуртків:
- Гурток художнього слова;
- Драматичний гурток;
- Вокальний жіночий ансамбль;
- Чоловічий квартет;
- Народний фольклорний ансамбль танцю «Бужани».

Колектив «Бужани» є візитною карткою Ількович. Назва колективу походить від назви поселення, яке було засноване на берегах річки Буг. Ансамбль був створений у 1974 р. Засновником колективу і його першим керівником стала Батюк Світлана Іванівна. На той час колектив налічував 24 особи. Репертуар колективу «Бужани» складається з танців, складених на основі фольклорного матеріалу. Туди входять танці регіону Прибужжя, Бойківщини та всієї України. Найбільш відомими танцями є «Свитазівські притупи», «Сокальський козак», «Надбужанська полька», «Бужанські забави» та «Буковинський весільний».
1986 р. колективу було присвоєно звання «народний». З того часу «Бужани» є учасником районних, обласних, всеукраїнських і навіть міжнародних фестивалів.
2001 рік став початком міжнародних турів колективу — було відвідано Туреччину.
У 2002 р. «Бужани» виступали у Голландії, у 2003 р.– у Польщі.
2006 р. колектив був запрошений до Португалії, а 2007 р. — до Італії.
У 2006 році колектив відсвяткував  свій ювілей — 20 років, як йому було присвоєно звання «народний». У Народному домі села Ільковичі відбувся урочистий концерт, на який завітала засновник колективу Батюк Світлана Іванівна. На той час вона жила в Португалії, а керівником «Бужанів» став її син — Батюк Роман Петрович. Ведучим концерту був Заслужений діяч мистецтв Юрій Чеков.
У 2009 році керівником «Бужанів» стала Харькова Олександра Євгенівна, яка завжди брала активну участь у житті колективу. Коли з Португалії повернувся Батюк Роман, він одразу ж взявся за постановку нового танцю, який отримав назву «Яничка». Пізніше був поставлений ще один новий танець — «Сон старого козака».
«Бужани» є постійним учасником Всеукраїнських фестивалів імені Павла Вірського, численних обласних і творчих концертів у різних регіонах України. Колектив завжди своїм танцем відкриває обласний фестиваль танцю «Свитазівські притупи», на якому вже кілька років підряд займає призові місця.
2018 р. «Бужани» представляли Україну на міжнародному фестивалі у Словаччині «Taki sme».

## Цікаві факти
- На околиці Ільковичів розташована стоянка пізнього палеоліту, стратиграфія культурого шару порушена. На правому похилому березі ріки Західний Буг, біля кар'єру — давньоруське селище ІХ — ХІ ст. На території села Ільковичі, біля млина було знайдено знахідку крем'яних пластин культури лійчастого посуду кінця енеоліту. Ільковицький скарб виявлений у 1930 р., до його складу входило 20 пластин з темно-сірого або чорного напівпрозорого кременю з плямистою текстурою. Сколи зняті з одноплощинних нуклеусів і мають симетричну форму. Їх довжина 102—206 мм при ширині 20–47 мм і товщині 8–12 мм. Десять пластин мають сліди лускоподібної ретуші.[1]
- Село детально описане в королівській люстрації 1565 р.[2]
- Згідно з даними Географічного словника Королівства Польського за 1882 р. за 5 км від Ількович був російський кордон. На 1869 р. у селі налічувалося 414 осіб. Населення здебільшого греко-католицьке. Школа у селі не організована.
- У 1939 р. в Ільковичах проживало 760 осіб, серед яких 740 українців і 20 латинників[3].

## Відомі люди
- Герасимчук Василь — український історик.
- Штикало Дмитро — журналіст, голова Союзу українських студентських організацій під Польщею.